# Hybanthus sprucei
Hybanthus sprucei là một loài thực vật có hoa trong họ Hoa tím. Loài này được (Eichler) Hassl. mô tả khoa học đầu tiên năm 1909.